# Bayerische Pflugfabrik
Die Bayerische Pflugfabrik war ein deutscher Landmaschinenhersteller in Landsberg am Lech und ist mittlerweile ein Tochterunternehmen der österreichischen Pöttinger Landtechnik.

## Geschichte
Ab 1883 produzierte Adolf Buck Landmaschinen in Landsberg am Lech. 1891 schloss er sich mit Johann Georg Dobler zusammen und sie gründeten die Bayerische Pflugfabrik. Die Firma stelle vor allem Pflüge und Bodenbearbeitungsgeräte her. In den 10 Jahren nach der Gründung wurden 100.000 „Landsberger Pflüge“ verkauft.

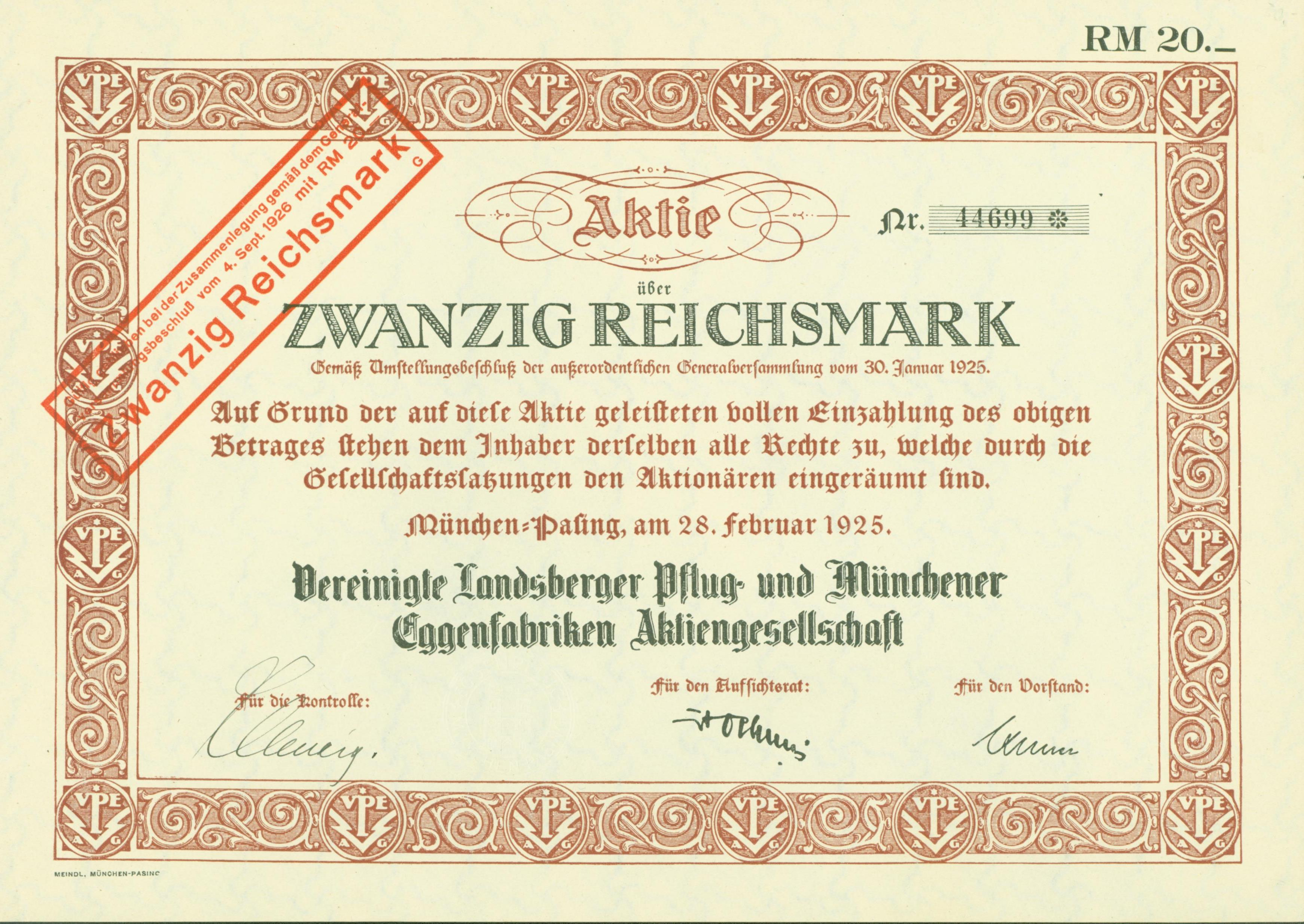
Aktie über 20 RM der Vereinigten Landsberger Pflug- und Münchener Eggenfabriken AG vom 28. Februar 1925

Nach dem Ersten Weltkrieg fusionierte die Pflugfabrik mit der Münchener Eggenfabrik AG zu Vereinigten Landsberger Pflug- und München Eggenfabrik AG. Mehrheitseigentümer der neuen Gesellschaft war die Gebrüder Stumm GmbH. 1930 wurde das Gelände in München-Pasing an die Deutsche Reichsbahn verkauft. 1923 trat Karl Schrem seine Anstellung an, wurde 1925 Prokurist und im September 1938 Direktor. 1963 wurde als Auszeichnung für seine Verdienste der größte Erweiterungsbau als „Karl-Schrem-Bau“ durch den Aufsichtsrat der Bayerischen Pflugfabrik GmbH benannt. Im Zweiten Weltkrieg war die Pflugfabrik Rüstungsbetrieb. Nach Zeugenberichten und dem Angaben im Alarmplan waren die beiden sogenannte Ostarbeiterlager der Pflugfabrik 1944 im September und Oktober mit 352 bis 370 Zwangsarbeitern, überwiegend aus Osteuropa, belegt. In einem Erweiterungsbau der Pflugfabrik wurden Artillerie- und Flakgranten hergestellt. Nach dem Krieg wurden auch Heuwender (Orion), Heuerntetechnik, Düngerstreuer, Ladewagen und Feldhäcksler hergestellt und sie firmierte wieder als Bayerische Pflugfabrik. Relativ früh wurde auf die Produktion von Geräten mit Dreipunkt-Anhängung umgestellt. 1972 wurde das Unternehmen von Maschinenfabrik Landsberg in Bayerische Pflugfabrik umbenannt.

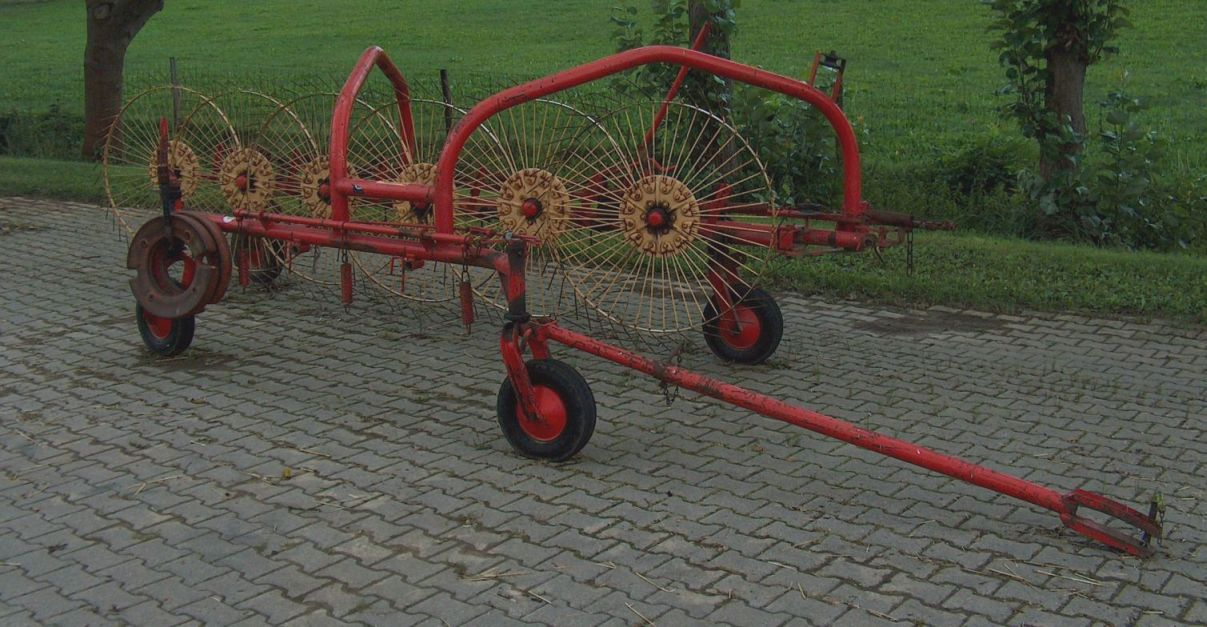
Alter Heuschwader Typ Orion

1974 ging der Mutterkonzern Gebrüder Stumm in Konkurs. Die österreichische Firma Pöttinger Landtechnik übernahm die Pflugfabrik und verlegte die Produktion nach Grieskirchen. Heute firmiert sie als Bayerische Pflugfabrik Verwaltungs GmbH und ist eine Kleinstkapitalgesellschaft.
Als Folge von Umstrukturierungen der Produktion wurde im Dezember 2011 der Produktionsbetrieb eingestellt. Danach folgte eine Phase der Zwischennutzung der Gebäude als Lagerhallen.
2014 wurde das Gelände an einen Investor verkauft. Damit begann die Umwandlung des ehemaligen Industrieareals in ein Mischgebiet für die Nutzung als Wohn-, Gewerbe- und Kulturraum. Ab 2018 erfolgte der Abriss der Gebäude und Produktionshallen.
2019 wurde der Neubau im Bauabschnitt A1 wurde durch eine Namensgebung des Investors erneut als „Karl-Schrem-Bau“ benannt. Der neue „Karl-Schrem-Bau“ wird seitdem als „Wohngenuss mit Industrie-Flair“ beworben.